# Farstorp (Vetlanda)
Farstorp is een plaats in de gemeente Vetlanda in het landschap Småland en de provincie Jönköpings län in Zweden. De plaats heeft 137 inwoners (2005) en een oppervlakte van 20 hectare.